# Gellertkirche (Basel)
Die Gellertkirche ist eine evangelisch-reformierte Kirche in der Schweizer Stadt Basel. Das Gebäude befindet sich im Gellertquartier im Stadtteil St. Alban und wurde in das Inventar der schützenswerten Bauten der Stadt Basel (Teil Grossbasel-Ost, 1940–1970) aufgenommen.

## Architektur
Die Gellertkirche wurde 1964 nach einem Entwurf von Curt Peter Blumer erbaut, der einen Architekturwettbewerb für diese Kirche gewonnen hatte. Das Bauwerk gilt als ein hervorragendes Beispiel für den Kirchenbau dieser Epoche. Es bildet das Zentrum der in den 1960er-Jahren erfolgten Überbauung des Gellertfeldes, einer beachtlichen städtebaulichen Leistung der Basler Nachkriegsmoderne. Die Kirche ist formal abgeleitet vom Tipi, dem Zelt der nordamerikanischen Indianer und vertritt damit den Typus einer Zeltkirche. Über einem neuneckigen Grundriss ist ein Zentralraum errichtet, der die Auffassung des damaligen Sakralbaus widerspiegelt. Der Goldene Schnitt und die Zahlenverhältnisse 3 zu 6 zu 9 wurden im Kirchenbau materialisiert. Am und im Gebäude dominieren die Materialien Holz, Beton und Glas. Es ist weiter geprägt durch das Kupferdach, das aufgrund der Geometrie nicht überall gleichmässig steil ist, und durch die aus der Dachfläche herausragenden Lichtgiebel. 
Der nach Art eines Campanile frei stehende vierzig Meter hohe Glockenturm setzt einen markanten Akzent, der im Dialog mit dem Gebäude wirkt. Drei Glocken mit den Schlagtönen ges′, as′ und ces″ hängen offen übereinander. Drei Bronze-Engel am Kirchturm hat Hans Geissberger geschaffen.
Eine Vielzahl von Nebenräumen im Erd- und Untergeschoss ermöglichte schon damals ein reges Gemeindeleben. Für dessen gewachsene Bedürfnisse wurde die Gellertkirche in den Jahren 2007 und 2008 durch einen zusätzlichen Gemeindesaal erweitert.

## Orgeln
In der Gellertkirche befindet sich eine Orgel, die 1964 von Orgelbau Kuhn gebaut und in der Kirche aufgestellt wurde. Sie verfügt über 20 Register auf zwei Manualen und Pedal. Das Instrument wurde dreimal einer Revision unterzogen: 1985 und 2001 durch Orgelbau Kuhn, 2015 durch Orgelbau Klahre aus Basel.
Außerdem steht in der Kirche noch eine kleine italienische Truhenorgel von Giovanni Pradella aus dem Jahr 2011 mit lediglich zwei Registern, deren Pfeifenvorbild die Orgel in der Silbernen Kapelle der Innsbrucker Hofburg ist.